# TencentOS
腾讯TOS（又称Tencent OS或腾讯OS）为中國腾讯公司开发的第二个Rom，基于Android 4.3开发的Color OS改编。于2015年3月3日发布，2017年6月28日停止服务。腾讯TOS采用扁平化设计，大幅修改安卓原有界面，并移除了应用程序列表。腾讯公司以“我有无限可能”为其宣传标语。

## 历史
腾讯早在2014年下半年便组建了TOS系统的开发团队，从工程版到内测版本经过了半年时间，于2015年1月15日，TOS启动内测招募活动，最终从61967名报名者中筛选出200人进行测试。最终于2015年3月3日进行了第一轮内测。

## 功能及特点

### 设计
TOS采用了扁平化介面，并结合了毛玻璃设计，采用了iOS系统的抽屉式多任务处理界面。主界面采用冷色调以便更多用户可以使用。

### 内置软件
在内测版本中，仅包含时钟，天气和日历等系统应用，并无网络上所传的“QQ会员定制功能”及QQ游戏、QQ空间、微信等腾讯开发的软件。且可以使用QQ账号登陆云服务进行云端同步。内置的安全中心可管理自启动、网络连接等。时钟App会根据日期不同显示不同背景，例如春节时背景会变为红色并带有灯笼。

### 兼容性
目前腾讯TOS仅支持三星Galaxy S III（i9300）、Galaxy S4（i9500）、Galaxy Note 2、Galaxy Note 3、Nexus 5和一加手机，支持手机类型较少。

## 批评
有网友指出腾讯TOS系统内测人数过少，且需要激活码才可以进入到系统中，导致其他网友无法体验此系统。但现网络当中已出现破解该防护机制的方法，并广泛在互联网中传播。
腾讯TOS在解锁界面、主界面、通知栏、设置等与MIUI非常类似，搜狐數碼認為，这可能参考了Flyme、MIUI系统。